# Campeonato Gaúcho de Futebol Americano de 2013
O Campeonato Gaúcho de Futebol Americano 2013 foi a 5ª edição do campeonato estadual de Futebol Americano do Rio Grande do Sul, o 2º na modalidade 'fullpads'.

## A Edição 2013
A Edição de 2013 do Campeonato Gaúcho de Futebol Americano contou com a participação de três equipes, as já tradicionais Porto Alegre Pumpkins e Santa Maria Soldiers, além do novato Ijuí Drones. O Torneio foi disputado em turno e returno, em partidas entre as três equipes, dentro e fora de casa. Com a desistência da equipe do Porto Alegre Pumpkins, o Ijuí Drones herdou a vaga na final, o Gaúcho Bowl V.

## Equipes de 2013
- Ijuí Drones
- Porto Alegre Pumpkins
- Santa Maria Soldiers

| 1 | Santa Maria Soldiers  | 4 | 0 | 167 | 32  | 135  | 4-0 | 4-0 | 4V |
| 2 | Ijuí Drones           | 0 | 4 | 2   | 292 | -292 | 0-4 | 0-4 | 4D |
| 3 | Porto Alegre Pumpkins | 2 | 2 | 187 | 32  | 155  | 1-1 | 1-1 | 1D |

|  |                       |
|  | Classificados à Final |

## Temporada Regular
| Data        | Mandante              | Placar   | Visitante             | Local        |
| ----------- | --------------------- | -------- | --------------------- | ------------ |
| 14 de Abril | Ijuí Drones           | 00 - 101 | Porto Alegre Pumpkins | Ijuí         |
| 5 de Maio   | Santa Maria Soldiers  | 93 - 02  | Ijuí Drones           | Santa Maria  |
| 18 de Maio  | Porto Alegre Pumpkins | 30 - 32  | Santa Maria Soldiers  | São Leopoldo |
| 2 de Junho  | Porto Alegre Pumpkins | 56 - 00  | Ijuí Drones           | Porto Alegre |
| 16 de Junho | Santa Maria Soldiers  | 00 - WO  | Porto Alegre Pumpkins | Santa Maria  |
| 30 de junho | Ijuí Drones           | 00 - 42  | Santa Maria Soldiers  | Ijuí         |

## Gaúcho Bowl V
Final do Campeonato
| 6 de outubro de 2013 | Santa Maria Soldiers | 51 – 00 | Ijuí Drones | Estádio Poliesportivo de Ijuí |
|                      |                      |         |             |                               |

## Campeão
| Campeão Gaúcho 2013 Gaúcho Bowl V |
| --------------------------------- |
| Santa Maria Soldiers Bicampeão    |

## Classificação final
| Equipes | Equipes               | (Vitórias-Derrotas-Empates) | (Vitórias-Derrotas-Empates) |
| ------- | --------------------- | --------------------------- | --------------------------- |
| 1       | Santa Maria Soldiers  | (5-0-0)                     |                             |
| 2       | Ijuí Drones           | (0-5-0)                     |                             |
| 3       | Porto Alegre Pumpkins | (2-2-0)                     |                             |